# アナトリー・ソロヴィアネンコ
アナトリー・ソロヴィアネンコ（Anatoliy Solovianenko、1932年9月25日 - 1999年7月29日）は、ウクライナのテノール歌手である。ソ連人民芸術家（1975年）、ウクライナ人民芸術家、タラス・シェフチェンコ賞受賞者。
ドネツィクで鉱夫の家庭に生まれ、1954年にドネツィク工科大学を卒業した。1950年からは、アレクサンデル・コロベイチェンコに師事し、歌唱法を学んだ。ソロヴィアネンコはドネツィクでキャリアをスタートさせた。この地には、彼を記念する記念碑が建てられている。キエフのメトロポリタン・オペラで12回の公演を行った後、1978年にキエフ音楽院を卒業した。ウクライナ国立歌劇場では30年間に渡りソリストを務め、1967年に行われたモントリオール万国博覧会でも公演を行った。1977年から1978年には、ニューヨークのメトロポリタン・オペラでソリストを務めた。1988年のイギリスツアーではアレクサンドロフ・アンサンブルのソリストを務め、カリンカ等の曲を歌った。アリア、ロマンス等の18枚のLPレコードを出している。

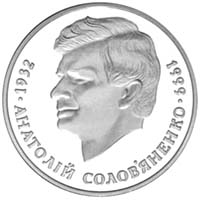
ウクライナ国立銀行発行の記念硬貨

## 人生
ソロヴィアネンコは、1932年9月25日にドネツィク（当時はスタリノ）で鉱夫の家庭に生まれた。1954年にドネツィク工科大学を卒業し、その後、そこでエンジニアリンググラフィックスを教えた。
1950年から、ロシア・ソヴィエト連邦社会主義共和国功労芸術家のアレクサンデル・コロベイチェンコから歌唱法を学んだ。1962年にポピュラータレントショーに出演したのがきっかけで、ウクライナ国立歌劇場で歌うことを依頼されたが、そこで歌う前に、ミラノのスカラ座で行われた若手歌手のコンテストで優勝し、1963年から1965年の3年間、そこで学んだ。彼は、ニューヨークのメトロポリタン・オペラから招待を受けた最初のソビエト人となった。1965年以降は、ウクライナ国立歌劇場で公演を行った。1967年にウクライナ社会主義共和国功労芸術家となり、1975年にはソ連人民芸術家に選ばれた。
1978年にキエフ音楽院を卒業した。ウクライナ国立歌劇場のソリストとして、『リゴレット』の公爵、『椿姫』のアルフレード、『レクイエム』のテノール、『ランメルモールのルチア』のエドガルド、『ラ・ボエーム』のロドルフォ、『トスカ』のカヴァラドッシ、『ファウスト』のファウスト、『エフゲニー・オネーギン』のレンスキー、『ボリス・ゴドゥノフ』の僭称者、『ドナウを越えたザポロージェ人』のアンドレイ等、18のパートを歌った。既婚で、2人の息子AndreyとAnatoliyがいる。
1999年7月29日に、心臓発作で突然死した。葬儀には、ウクライナ大統領のレオニード・クチマ等、多くの政府官僚も出席した。その数か月後の1999年12月には、彼を称えてドネツィクオペラ・バレー劇場を改名することがウクライナ政府により決定された。2001年には、埋葬されたキエフ州コジンに像が設置された。

## 受賞等
- 1967年 - ウクライナ社会主義共和国功労芸術家
- 1975年 - ソ連人民芸術家
- 1980年 - レーニン賞
- 1982年 - w:Miner's Glory Medal、w:Order of Friendship of Peoples
- 1993年 - ウクライナ大統領より名誉徽章
- 1997年 - タラス・シェフチェンコ賞

## その他
- ドネツィクオペラ・バレー劇場は、彼を称えて命名された。劇場の近くには記念碑が建てられている。
- キエフの16 Institutska Streetにも記念碑がある。この家には、記念銘板も設置されている。
- ソロヴィアネンコが主演した"Vyzov Sud'be"というミュージカルがドヴジェンコ・フィルム・スタジオで撮影されている。
- A.K. Tereshchenkoの著書"A. Solovyanenko"が1982年に出版され、1988年に重版されている。